# Sega Superstars
Sega Superstars est un jeu vidéo développé par Sonic Team et édité par Sega pour la PlayStation 2. Il est sorti en Europe le 22 octobre 2004, en Amérique du Nord le 2 novembre 2004, et au Japon le 11 novembre 2004. Le jeu propose plusieurs mini-jeux basés sur différents titres de Sega qui sont contrôlés à l'aide de la caméra EyeToy.

## Système de jeu

### Généralités
Le gameplay est similaire à celui de EyeToy: Play, dans lequel les joueurs utilisent leur corps pour jouer une variété de mini-jeux. Cependant, alors que ce dernier ne décèle que le mouvement du joueur, Sega Superstars utilise un système plus avancé. Avant le début de chaque jeu, un écran de configuration avec une zone orange s'affiche. Afin de commencer le jeu, les joueurs doivent se tenir dans une position où la zone orange ne captera aucun mouvement puis sélectionner le bouton continuer. Cette méthode détermine quelle étendue se trouve dans l'arrière-plan, permettant à l'EyeToy de détecter la position du joueur, plutôt que de trouver quelles zones se déplacent. Ceci est particulièrement important dans des jeux comme Puyo Puyo, qui utilise le corps entier du joueur.

### Mini-jeux
Le jeu vidéo est composé de 12 mini-jeux. Modes et difficultés supplémentaires peuvent être déverrouillés en accomplissant certains objectifs.

## Développement et commercialisation
Avant Sega Superstars, quelques jeux ont fait usage de l’EyeToy. À ce titre, le jeu a été développé comme un produit combinant la nouveauté de cet accessoire avec la notoriété des personnages de Sega pour prolonger la pérennité de la PlayStation 2. Il a été annoncé en avril 2004 et exposé à l'Electronic Entertainment Expo (E3) et au Tokyo Game Show de cette même année.

## Réception
Sega Superstars a été généralement bien accueilli par la critique, avec des notes de 72 % et 74,52 % obtenus respectivement par les sites de compilations de critiques Metacritic et GameRankings.